# Gundemaro
Gundemaro (539 – Toledo, febrero o marzo de 612) fue rey de los visigodos (610–612).

## Elección
En el año 610 sucede a su antecesor Witerico al que había asesinado. Era un soldado que llegó a ser gobernador en la Septimania. Proclamado rey Gundemaro, los que habían apoyado al anterior rey sufrieron represalias. Bulgar de Bulgaran, un conde de la Narbonense, insulta abiertamente a Witerico en unas cartas como «el más malvado ladrón», porque considera que había explotado al pueblo. En cambio, dice de Gundemaro que ya había tratado amistosamente a los «exiliados y perseguidos» durante el periodo en que fue dux de la Narbonense.
Gundemaro representaba a la nobleza visigoda más favorable al catolicismo tras el periodo de Witerico.
Se casó  con la reina Hildoara.

## El problema vascón
Encabezó una expedición contra los cantabros de Dux Franción y los vascones, a los que sometió, ya que efectuaban continuas expediciones de saqueo por la costa cantábrica y a lo largo de los valles del Ebro y Duero. El territorio vascón era un continuo foco de tensiones, y desde que Leovigildo tomara su capital y fundara la ciudad de Vitoria para controlar las correrías de este pueblo, todos sus sucesores realizaron escaramuzas contra las tribus montañesas, cuyo total sometimiento estaba lejos de conseguirse. Suintila logró una "deditio" (rendición incondicional) en el 621, nunca antes lograda; pero años más tarde, Wamba se volvía a enfrentar a ellos, lo que nos muestra el precario control que el reino visigodo tenía sobre esta zona.

## La capital del reino
Poco después de su llegada al trono, Gundemaro promovió la celebración de un sínodo en la diócesis Carthaginense (Carthago Spartaria, la actual Cartagena era capital nominal de la diócesis y sede primada de las iglesias de España) y que se desarrolló en Toledo. El tema a tratar era la cuestión de la primacía del obispado de Toledo. El problema surgía por el control bizantino de Cartago Nova desde aproximadamente el 552. Puesto que Cartago Nova, la capital provincial, permanecía en manos de los bizantinos, la dignidad de obispo metropolitano debía recaer en el obispo de Toledo. El Sínodo acordó que Toledo sería la metrópoli de toda la provincia, declaración que respaldó el rey el 23 de octubre de 610.

## Relaciones con la Galia merovingia
Gundemaro siguió un proceso de amistad y colaboración con Clotario II de Neustria y con Teodeberto II de Austrasia. A este último envió grandes sumas de dinero para apoyar la causa de hostilidad contra su hermano Teoderico II de Borgoña. Por otra parte, demostró una política de hostilidad contra Brunegilda de Austrasia. El año 611 hubo un intento de restablecer la alianza cuatripartita contra Borgoña, pero la muerte del rey no dejó una respuesta clara en la historia.
Murió en Toledo, de muerte natural, hacia febrero o marzo de 612. Después de su muerte se produjeron bastantes rebeliones y golpes de Estado a causa del ansia de poder de la nobleza y la Iglesia. Le sucedió el noble Sisebuto, hombre de gran cultura.